# Augustin Pyramus de Candolle
Augustin Pyramus de Candolle numit și Augustin Pyrame de Candolle (n. 4 februarie 1778, Geneva, Republica Geneva⁠(d) – d. 9 septembrie 1841, Geneva, Geneva, Elveția) a fost un botanist și naturalist elvețian de proveniență franceză. Cu toate că accentul principal al savantului a fost botanica, de asemenea, el a contribuit la domenii asociate cum ar fi fitogeografia (pe care a stabilit-o ca știință independentă), agronomia, paleontologia, botanica medicală, și botanica economică. Abrevierea numelui său în cărți științifice este DC..

## Familia

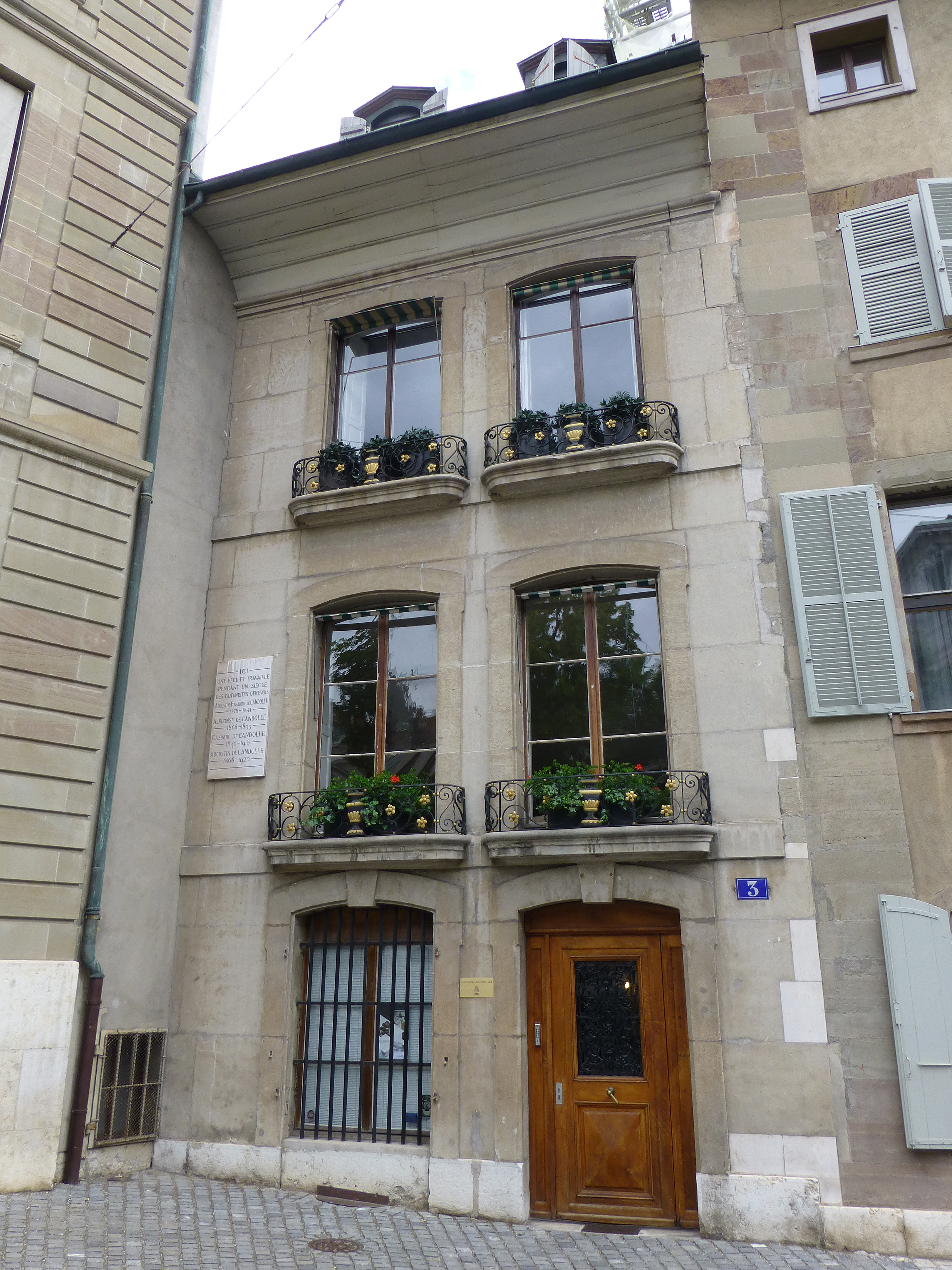
Casa Candolle la Geneva

Candolle s-a născut într-o familie nobilă care a avut originea în Provența (Franța). Aceasta a părăsit regiunea cu aproape 200 de ani în urmă, mai devreme de a trăi în Elveția, pentru a scăpa astfel de persecuțiile religioase din secolul al XVII-lea. Ramura mai tânără a familiei a rămas în Marsilia. Șeful de familie, marchizul de Candolle, a fost consul la Nisa (1823).
În anul 1802, Augustin s-a căsătorit cu Anne-Françoise Torras (1782-1854) cu care a avut trei copii: Amella Louise (1803-1804), Alphonse Louis Pierre Pyrame (1806-1893), și Benjamin Charles François (1812-1825). Patru generații ale descendenților lui au devenit de asemenea persoane proeminente în activitatea botanică, în primul rând sus numitul fiu Alphonse, care a fost un succesor al tatălui său ca profesor de botanică la universitatea din Montpellier. Alphonse a continuat lucrările tatălui său.

## Biografie

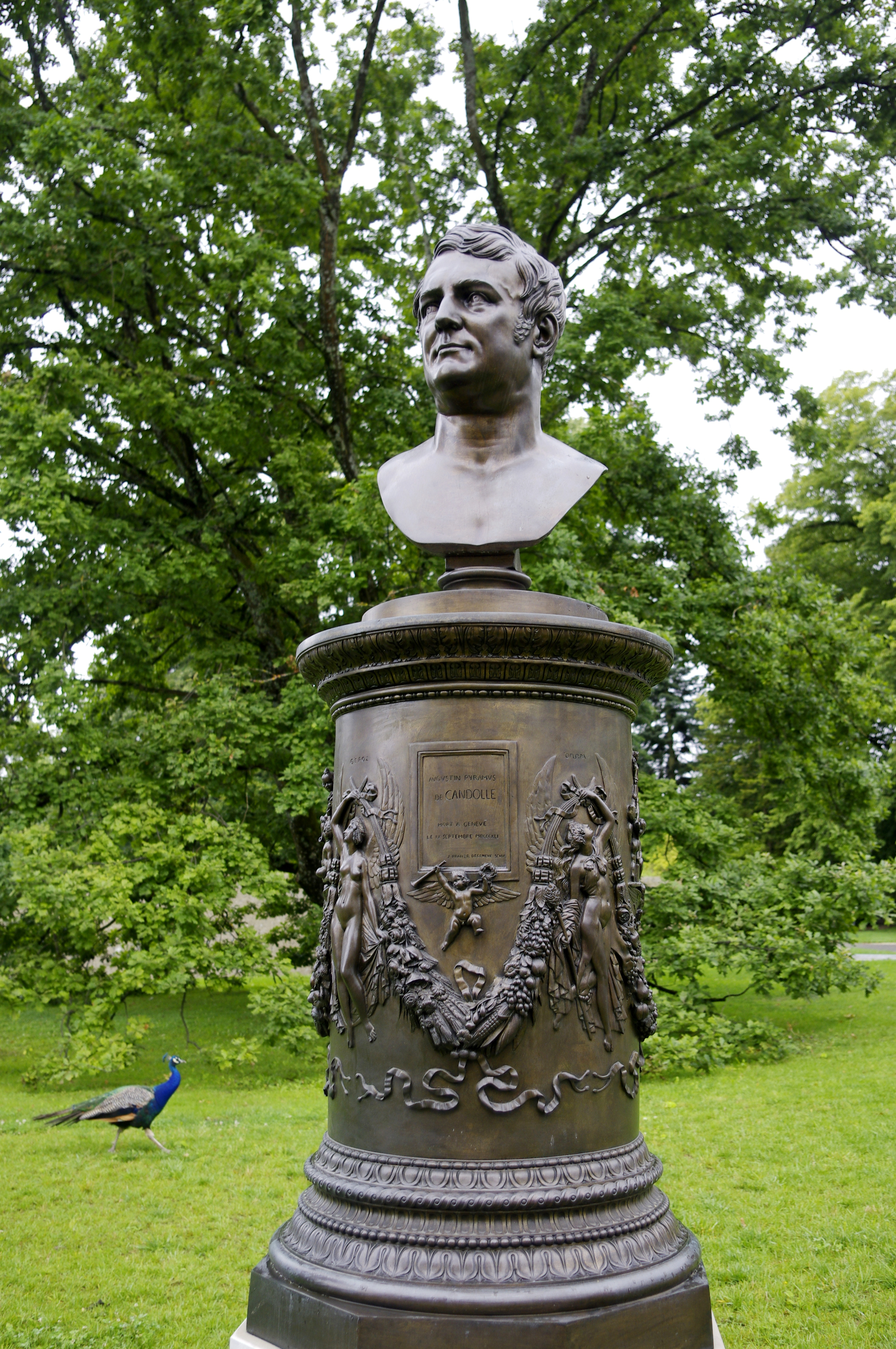
Bustul lui Candolle, Grădina Botanică Geneva

Ca copil, Augustin sa bucurat de școală și după absolvirea ei, a început un studiu de medicină la Collège Calvin (fostul Collège de Genève, fondat de Jean Calvin) sub tutela teologului și botanistului elvețian Jean-Pierre Étienne Vaucher (1763-1841) care l-a încurajat pe tânărul student să-și concentreze atenția în principal pe botanică. A terminat studiile sale la Paris, unde a găsit primul loc de muncă într-un ierbar din oraș. Acolo a documentat multe sute de plante. În același timp a început să se ocupe cu un nou sistem de clasificare a familiilor de plante. Deja la vârsta de 20 de ani a devenit membru al Asociației de Fizică și Științe Naturale din Geneva (Société de Physique et d'Histoire naturelle de Genève) (SPHN).

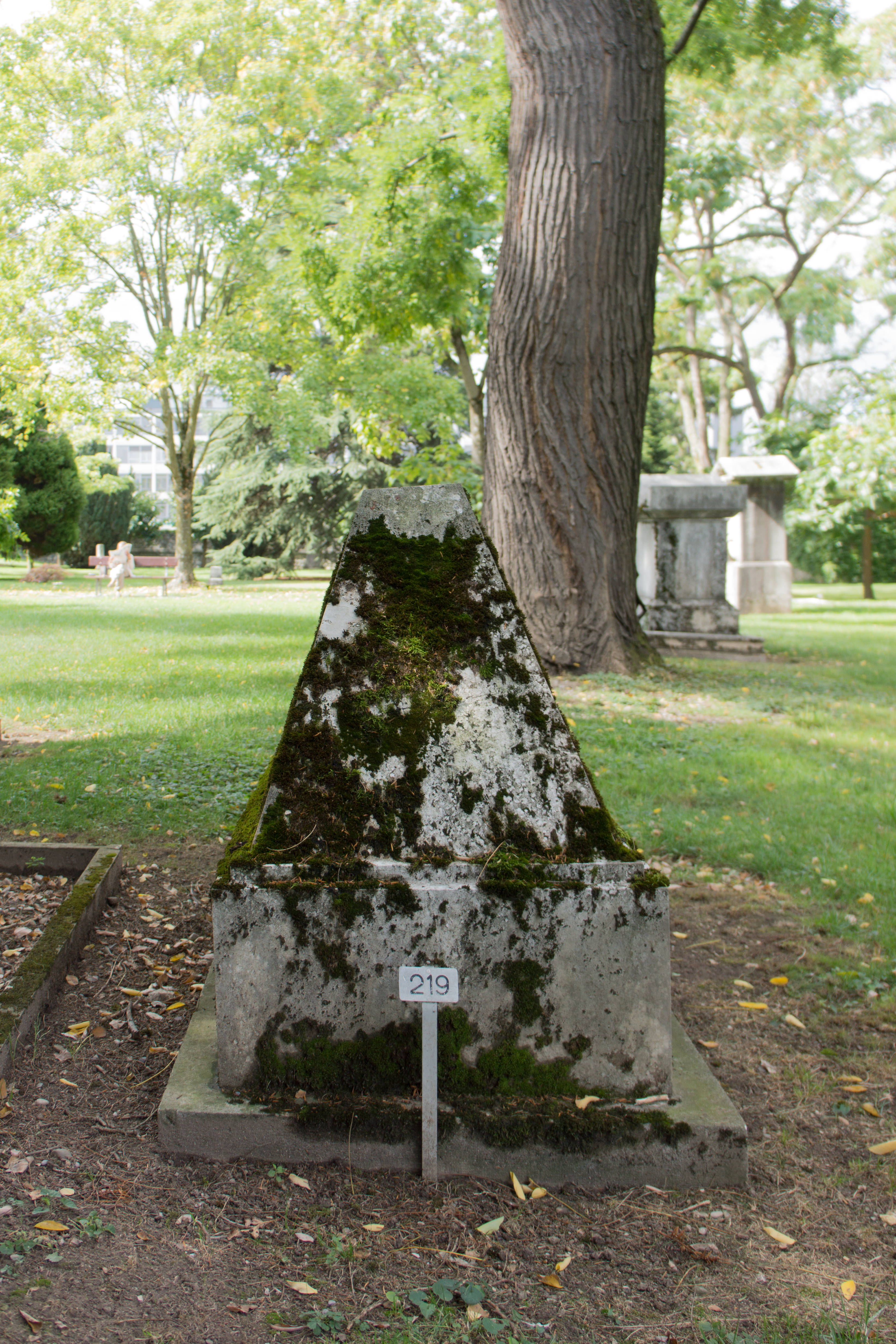
Augustin de Candolle - Cimetière des Rois

În 1807 Augustin a fost numit profesor de botanică la facultatea de medicină al universității din Montpellier, iar, trei ani mai târziu, a preluat conducerea acesteia. Revenit la Geneva în 1816, a preluat un an mai târziu, a fost însărcinat cu conducerea facultății de istorie naturală (botanică și zoologie) la universitatea de acolo (până în 1834). Tot în 1817 a fondat grădina botanică a orașului (Jardin botanique des Bastions). Între anii 1830 și 1832 a fost rectorul universității din Geneva. Dar Candolle a fost și un om politic. Astfel a fost membru al parlamentului cantonal genevez din 1816 până la moartea sa. În anul decesului său, Augustin Pyramus de Candolle a instituit Prix de Botanique (Premiul de botanică, astăzi Prix Augustin-Pyramus de Candolle) care este destinat să recompenseze un autor sau coautor al celei mai bune monografii despre un gen sau o familie de plante. Premiul a fost remis de 27 de ori, ultimul laureat fiind Alison M. R. Davies pentru lucrarea lui The systematic revision of Chaetanthera Ruiz & Pav. and the reinstatement of Oriastrum Poepp. & Endl. (Asteraceae: Mutisieae) (2012).
Marele savant a fost înmormântat în Cimetière des Rois din Geneva, unde se află și mormântul lui Jean Calvin.

## Onoruri

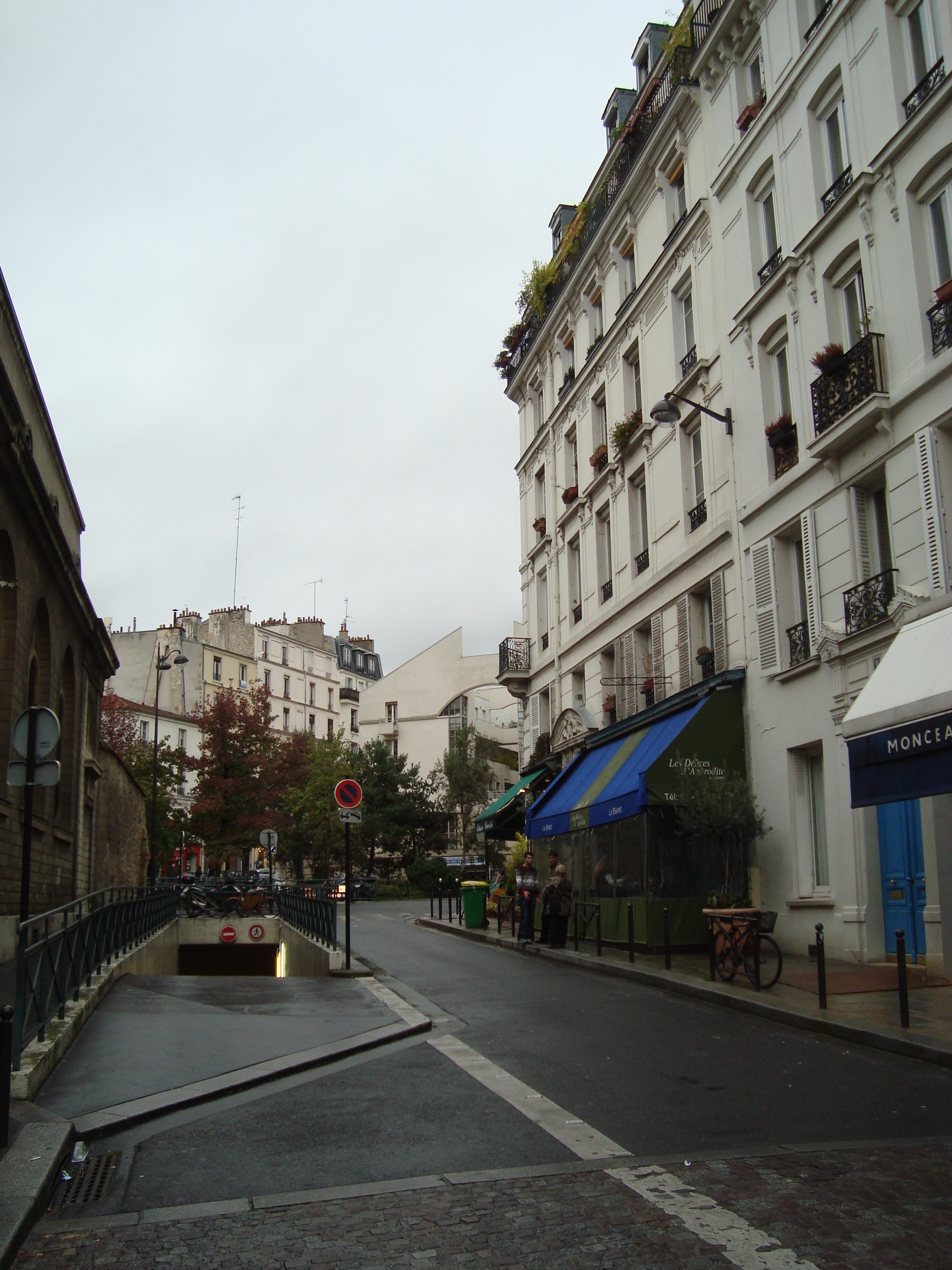
Rue de Candolle, Paris

În 1818 a fost ales membru al Academiei de Științe Leopoldina și în 1827 membru corespondent al Academiei Regale Prusace de Științe din Berlin. În 1826 a devenit membru corespondent, iar din 1835 membru de onoare al Academiei Ruse de Științe în Sankt Petersburg.<ref>Academia Rusă de Științe] Tot din anul 1826, el a fost numit membru corespondent (mai târziu membru străin) al Institut de France și decorat cu Ordinul Legiunii de Onoare în rang de Comandor. În anul 1833, i-a fost acordată distincția importantă Royal Medal pentru lucrările lui despre fiziologia plantelor de către Royal Society din Londra, cărui membru a fost. Mai departe a fost membru al Academiei Regale Suedeze precum președinte al Societății des Arte ale Elvetiei și al Societății Elvețiene de Științe Naturale.
După el au fost denumite, între altele, speciile Candollea alsinoides, Candollea crassifolia, Candollea lepida, Candollea lutea, Candollea rotundifolia, Lepadogaster candolii sau buretele Psathyrella candolleana, dar de asemenea Strada Candolle în Paris amintește de el.

## Opere (selecție)
- Histoire des plantes grasses (1799–1803)
- Monographie des Astragales (1802)
- Essai sur les propriétés médicinales des plantes comparées avec leurs formes extérieures et leur classification naturelle (1804)
- Coautor și prelucrător al „Flore française“ de Jean-Baptiste de Lamarck, la care a adăugat 1300 de specii (1805)
- Catalogus Plantarum Horti Botanici Monspeliensis (1813)
- Théorie élémentaire de la botanique, Editura Deterville, Paris 1813
- Flore française ou descriptions succicntes de toutes les plantes qui croissant naturellement en France, vol. 5 și 6, Editura Desray, Paris 1815
- Essai élémentaire de géographie botanique (1820)
- Prodromus systematis naturalis regni vegetabilis, volumele 1-7 (1824–1841)  (volumele 8-17 de la fiul lui Alphonse)
- L'Organographie, 2 volume (1827)
- Revue de la Famille des Cactées, în: Memoires du Museum d'Histoire Naturelle, vol 17, p. 1–119, 21 de tablouri (1828)
- Physiologie végétale, 3 volume (1832)
- Mémoire sur quelques espèces de cactées, nouvelles ou peu connues, Editura Treuttel & Würtz, Paris 1834
- Mémoires et souvenirs de Augustin-Pyramus de Candolle, scris de el însăși și publicat de fiul lui Alphonse, Editura Joël Cherbuliez, Paris 1862